# Bartolomeo Tarantino
Bartolomeo Tarantino – detto Bartolo – (Palermo, 3 aprile 1937 – Palermo, 14 luglio 2012) è stato un calciatore italiano, di ruolo terzino.

## Biografia
Ha avuto tre figli calciatori: Giovanni (centrocampista), Giacomo (difensore) e Massimo.

## Caratteristiche tecniche
Grintoso difensore, si adattava nel ruolo di terzino destro o sinistro e in quello di centromediano, con compiti di marcatura.

## Carriera
Nel campionato 1955-1956 fu calciatore del Ribera che fu promosso quell'anno dalla Prima divisione alla Promozione, successivamente passò al Licata.
Dopo aver trascorso la prima parte della carriera in Serie C con la maglia del Siracusa, ed una stagione nelle file della Roma, senza riuscire ad esordire in prima squadra, nel 1963 si trasferisce al Venezia, e con i neroverdi disputa una stagione in Serie A (15 presenze nell'annata 1966-1967), quattro in Serie B (per complessive 125 presenze ed una rete in cadetteria, con all'attivo la vittoria del campionato 1965-1966) e uno in Serie C.

## Palmarès

### Club

#### Competizioni nazionali
- Campionato italiano di Serie B: 1

Venezia: 1965-1966